# Държава (село)
Вижте пояснителната страница за други значения на Държава.
Държàва е село в Южна България, община Чирпан, област Стара Загора.

## География
Село Държава се намира на около 32 km юг-югозападно от областния център Стара Загора и 8 km изток-югоизточно от общинския център Чирпан. Разположено е в Старозагорското поле на Горнотракийската низина. Надморската височина в центъра на селото е около 161 m. Климатът е преходно-континентален.
Източно от селото тече на юг Старата река, ляв приток на река Марица.
В землището на село Държава има два микроязовира.
Общински път води от село Държава на север през село Воловарово до връзка с второкласния републикански път II-66 и по него на югозапад – до град Чирпан.
Землището на село Държава граничи със землищата на: село Свобода на север; село Гита на североизток и изток; село Целина на югоизток; село Ценово на югозапад; град Чирпан на северозапад.
Числеността на населението на село Държава по данните от преброяванията от 1934 г. насам се променя както следва:
| \| Година на преброяване \| Численост \| \| --------------------- \| --------- \| \| 1934 \| 776 \| \| 1946 \| 856 \| \| 1956 \| 752 \| \| 1965 \| 499 \| \| 1975 \| 352 \| \| 1985 \| 276 \| \| 1992 \| 237 \| \| 2001 \| 203 \| \| 2011 \| 140 \| \| 2021 \| 97 \| |           |
| Година на преброяване | Численост |
| 1934 | 776       |
| 1946 | 856       |
| 1956 | 752       |
| 1965 | 499       |
| 1975 | 352       |
| 1985 | 276       |
| 1992 | 237       |
| 2001 | 203       |
| 2011 | 140       |
| 2021 | 97        |

Етническият състав на населението по численост и дял на етническите групи според преброяването през 2011 г. е:
| Етнически групи     | Численост | Дял (в %) |
| Общо                | 140       | 100       |
| Българи             | 133       | 95        |
| Турци               | 7         | 5         |
| Цигани              | 0         | 0         |
| Други               | 0         | 0         |
| Не се самоопределят | 0         | 0         |
| Не отговорили       | 0         | 0         |

## История
След Руско-турската война 1877 – 1878 г. по Берлинския договор 1878 г. селото – тогава Чифлик махле, остава в Източна Румелия; присъединено е към България след Съединението 1885 г.. Село Чифлик махле е преименувано на Държава през 1906 г.
Кредитна кооперация „Сила“ е създадена в село Държава през 1924 г. с предмет на дейност кредитиране на членовете ѝ и изкупуване на селскостопанска продукция. Архивна документация за нея има до 1945 г.
„Трудово кооперативно земеделско стопанство“ (ТКЗС) е създадено в село Държава през 1949 г. Действа самостоятелно до 1958 г. От 1959 г. влиза в състава на ОТКЗС (Обединено ТКЗС) – Чирпан.

## Обществени институции
Изпълнителната власт в село Държава към 2025 г. се упражнява от кметски наместник.
В село Държава към 2025 г. има:
- действащо читалище „Просвета 1928 г.“;[12][13]
- православна църква „Свети Николай“.[14]

## Редовни събития
Съборът на селото е ежегодно през месец октомври.